# Mimestoloides benardi
Mimestoloides benardi är en skalbaggsart som beskrevs av Stefan von Breuning 1980. Mimestoloides benardi ingår i släktet Mimestoloides och familjen långhorningar.
Artens utbredningsområde är:
- Guadeloupe.
- Martinique.

Inga underarter finns listade i Catalogue of Life.